# Presenetljiva pazverca
Presenetljiva pazverca (znanstveno ime Chalcolestes parvidens) je predstavnik enakokrilih kačjih pastirjev iz družine zverc, razširjen po severovzhodnem delu Sredozemlja in v Zahodni Aziji. Do nedavna je veljala za podvrsto zelene pazverce, od katere se loči po obdobju aktivnosti in podrobnostih v zgradbi spolnih okončin. V širokem območju na jugovzhodu Evrope se sicer pojavljajo tudi osebki z vmesnimi značilnostmi, ki pa so očitno neplodni križanci, kar podpira ločevanje na ravni vrste.

## Opis
Odrasli dosežejo 44 do 50 mm v dolžino, od tega zadek 34 do 39 mm, zadnji krili pa merita 22 do 26 mm. Podobno kot predstavniki rodu zverc (Lestes) ima kovinsko zeleno osnovno obarvanost po vrhu telesa in svetlo po spodnji strani, a brez modrikastega poprha. Značilno za obe vrsti je znamenje v obliki naprej obrnjene bodice ob robu zelene. Zanesljivo ju je možno ločiti le pod ročno lupo, po obliki bodic na spolnih okončinah samcev in njihovi obarvanosti. Presenetljive pazverce imajo tudi nekoliko temnejše pterostigme, a je lahko ta znak spremenljiv (obarvanost se spreminja s starostjo), zato ni zanesljiv.
Odrasli letajo ves toplejši del leta, od aprila do pozne jeseni. V najbolj vročem delu leta je opazen padec aktivnosti, verjetno zato, ker se odrasli umaknejo v bolj senčne kraje stran od vode.

## Habitat in razširjenost
Razmnožuje se v stoječih in počasi tekočih vodah, ki jih obdaja grmovje ali sestoji dreves, večinoma v nižavjih. Samice odlagajo jajčeca pod mehko lubje tega rastja, običajno vrb. Glede kakovosti vode ni zahtevna, tako da se pojavlja tudi v močno spremenjenih habitatih, kot so umetni kanali za namakanje ali odvodnjavanje, pomembna je le obrast bregov.
Razširjenost je še nejasna, saj je v starejših zapisih označena kot zelena pazverca. Zdaj znano območje razširjenosti sega proti severu do juga Slovaške in porečij Donave ter Dnepra v osrednji Ukrajini, na zahodu do Apeninskega polotoka, na jugu do Levanta in na vzhodu do južnih obal Kaspijskega jezera v Iranu.
Tudi stanje v Sloveniji je nejasno, vendar je znano, da je vrsta prisotna. Na Rdeči seznam kačjih pastirjev iz Pravilnika o uvrstitvi ogroženih rastlinskih in živalskih vrst v rdeči seznam je presenetljiva pazverca zato uvrščena kot neopredeljena, za katero se le domneva, da je ogrožena, vendar vsaj ena od obeh vrst ni.